# Govor tela
Govor tela prvi je studijski album Milice Pavlović. Izdao ga je Grand Production 28. lipnja 2024.

## Popis pjesama
| Br. | Skladba           | Trajanje |
| --- | ----------------- | -------- |
| 1.  | »Dominacija«      | 3:13     |
| 2.  | »Tango«           | 3:58     |
| 3.  | »Dve po dve«      | 3:24     |
| 4.  | »Milimetar«       | 4:08     |
| 5.  | »Seksi senjorita« | 3:20     |
| 6.  | »Pakleni plan«    | 3:57     |
| 7.  | »Alibi«           | 3:17     |
| 8.  | »Alter ego«       | 3:18     |
| 9.  | »Mash Up«         | 4:44     |

## Izdanja
| Regija | Datum           | Format | Izdavač          |
| ------ | --------------- | ------ | ---------------- |
| Srbija | 28. lipnja 2014 | CD     | Grand Production |